# Phyllis Smith
Phyllis Smith (Saint Louis, Missouri, 1949. augusztus 15. –) amerikai színésznő.
2005 és 2013 között Phyllis Vance-t alakította az Office című televíziós sorozatban. Az Agymanók-filmekben Bánat eredeti hangját kölcsönzi.

## Filmográfia

### Film
| Év   | Magyar cím                        | Eredeti cím                          | Szerep                      | Magyar hang        |
| ---- | --------------------------------- | ------------------------------------ | --------------------------- | ------------------ |
| 1994 | A hercegnő és a kobold            | The Princess and the Goblin          | narrátor (hangja)           |                    |
| 2005 | 40 éves szűz                      | The 40-Year Old Virgin               | Andy anyja (törölt jelenet) |                    |
| 2006 | Sajttársak                        | I Want Someone to Eat Cheese With    | Marsha                      |                    |
| 2011 | Rossz tanár                       | Bad Teacher                          | Lynn Davies                 | Börcsök Enikő      |
| 2011 | Vaj                               | Butter                               | Nancy                       |                    |
| 2011 | Alvin és a mókusok 3.             | Alvin and the Chipmunks: Chipwrecked | légiutas-kísérő             |                    |
| 2015 | Agymanók                          | Inside Out                           | Bánat (hangja)              | Kokas Piroska      |
| 2015 | Riley első randija? (rövidfilm)   | Riley's First Date?                  | Bánat (hangja)              | Kokas Piroska      |
| 2021 | Barb és Star Vista Del Marba megy | Barb and Star Go to Vista Del Mar    | Delores                     | Menszátor Magdolna |
| 2024 | Agymanók 2.                       | Inside Out 2                         | Bánat (hangja)              | Kokas Piroska      |

### Televízió
| Év        | Magyar cím        | Eredeti cím                 | Szerep                | Megjegyzések                           |
| --------- | ----------------- | --------------------------- | --------------------- | -------------------------------------- |
| 2005      | Az ítélet: család | Arrested Development        | Carla                 | 1 epizód                               |
| 2005–2013 | Office            | The Office                  | Phyllis (Lapin) Vance | 187 epizód magyar hangja Garami Mónika |
| 2006      |                   | The Office: The Accountants | Phyllis (Lapin) Vance | 1 epizód                               |
| 2008      |                   | The Office: The Outburst    | Phyllis (Lapin) Vance | 1 epizód                               |
| 2013      |                   | Trophy Wife                 | Mrs. Steinberg        | 3 epizód                               |
| 2014      | A semmi közepén   | The Middle                  | Mrs. Huff             | 1 epizód                               |
| 2016–2019 | Angyal?           | The OA                      | Betty Broderick-Allen | 12 epizód                              |
| 2025      | Álom Stúdió       | Dream Productions           | Bánat (hangja)        | 4 epizód magyar hangja Kokas Piroska   |